# Центрогенис
Центрогенис (лат. Centrogenys vaigiensis) — вид морских лучепёрых рыб из отряда окунеобразных (Perciformes). Единственный представитель рода центрогенисов (Centrogenys) и семейства центрогенисовых (Centrogenyidae). Максимальная длина тела 25 см. Распространены в Индо-Тихоокеанской области.

## Таксономия
Впервые вид был описан в 1824 году французскими врачами и зоологами Жан-Рене-Констаном Куа (фр. Jean René Constant Quoy; 1790—1869) и Жозеф-Полем Гемаром (фр. Joseph Paul Gaimard; 1796—1858) под биноменом Scorpaena vaigiensis. В 1842 году шотландский врач и естествоиспытатель Джон Ричардсон (англ. John Richardson; 1787—1865) выделил данный вид в отдельный род Centrogenys. В 1907 году американским зоологом Генри Уидом Фаулером (англ. Henry Weed Fowler; 1878—1965) выделено монотипическое семейство Centrogenyidae. На протяжении столетия латинское название семейства рассматривалось как Centrogeniidae или Centrogenysidae. Признаны ошибочными, используется латинское название Centrogenyidae.

## Описание
Тело умеренно высокое (высота тела составляет 34—39 % стандартной длины тела), покрыто ктеноидной чешуёй. Голова большая, длина головы составляет 42—44 % стандартной длины тела. Рыло покрыто чешуёй. Задний край передних ноздрей с бахромчатой лопастью. На крышке два шипа, нижний шип сильный, а верхний (около верхнего края крышки) слабый и скрыт под кожей и чешуёй. Предкрышка с зазубренным задним краем, на вентральной стороне 3—4 крупные, направленные вперёд шипа. Рот относительно большой, выдвижной. Окончание верхней челюсти доходит до вертикали, проходящей до передней части глаза. Есть надчелюстная кость. На челюстях ворсинковидные зубы расположены полосой. Ворсинковидные зубы на сошнике расположены V-образным пятном. Есть зубы на нёбных костях. Язык без зубов. Семь лучей жаберной перепонки, разделены и не прикреплены к истмусу. Жаберные тычинки короткие или рудиментарные, на первой жаберной дуге 15—19 жаберных тычинок.

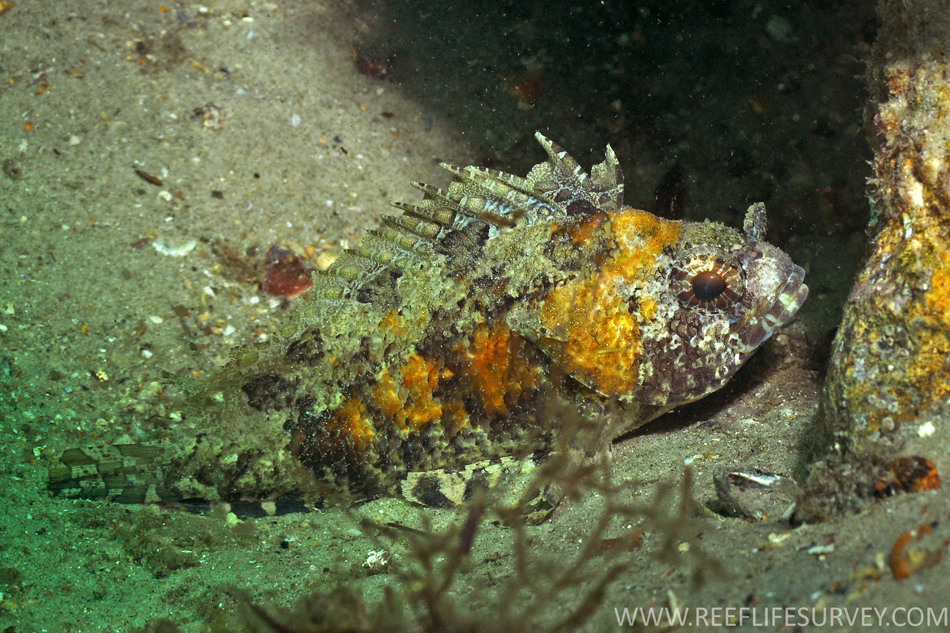

Начало основания спинного плавника расположено над серединой головы над задним краем предкрышки. Спинной плавник сплошной с 13—14 жёсткими и 9—11 мягкими лучами. Мембраны между мягкими лучами немного выступают над лучами. В анальном плавнике 3 колючих и 5 мягких лучей. Основание анального плавника короткое. Вторая колючка сильная и очень длинная, в сложенном состоянии плавника её вершина доходит до заднего края плавника. В грудных плавниках 12—14 мягких лучей. Брюшные плавники с одним колючим и 5 мягкими лучами, расположены за грудными плавниками; верхний луч неразветвлённый; внутренний луч связан с телом мембраной. Хвостовой плавник закруглённый или усечённый. В боковой линии 36—44 чешуек и 4—6 дополнительных прободённых чешуек на основании хвостового плавника. Позвонков 11—14.
Тело и голова бледно-серого или бледно-коричневого цвета, покрыты многочисленными тёмно-серыми или коричневыми пятнышками. Нижняя сторона тела бледнее. Пять крупных тёмных пятен располагаются вдоль спины. Плавники бледно-серые или бледно-коричневые, иногда белые или бесцветные, с крупными тёмно-серыми или тёмно-коричневыми точками, формирующими прерывистые линии (особенно на грудных и брюшных плавниках, а также на передней части анального плавника).
Максимальная длина тела 25 см, обычно до 9,3 см.

## Биология
Морские придонные рыбы. Обитают в прибрежных районах на глубине от 2-х до 10 м над щебёночными, скалистыми и илистыми грунтами. Заходят в лагуны и солоноватоводные эстуарии. Хищники, поджидают добычу в засаде. По форме тела, окраске и поведению похожи на скорпеновых, но не имеют ядовитых шипов. Питаются мелкими рыбами, креветками и крабами.

## Ареал
Распространены в Индо-Тихоокеанской области от Никобарских островов (Бенгальский залив) до Новой Гвинеи, на север до островов Рюкю и на юг до Австралии